# Olympische Winterspiele 2010/Teilnehmer (Georgien)
| Gelbes Symbol für Goldmedaillen mit stilisierten Olympischen Ringen | Graues Symbol für Silbermedaillen mit stilisierten Olympischen Ringen | Braundes Symbol für Bronzemedaillen mit stilisierten Olympischen Ringen |
| ------------------------------------------------------------------- | --------------------------------------------------------------------- | ----------------------------------------------------------------------- |
| —                                                                   | —                                                                     | —                                                                       |

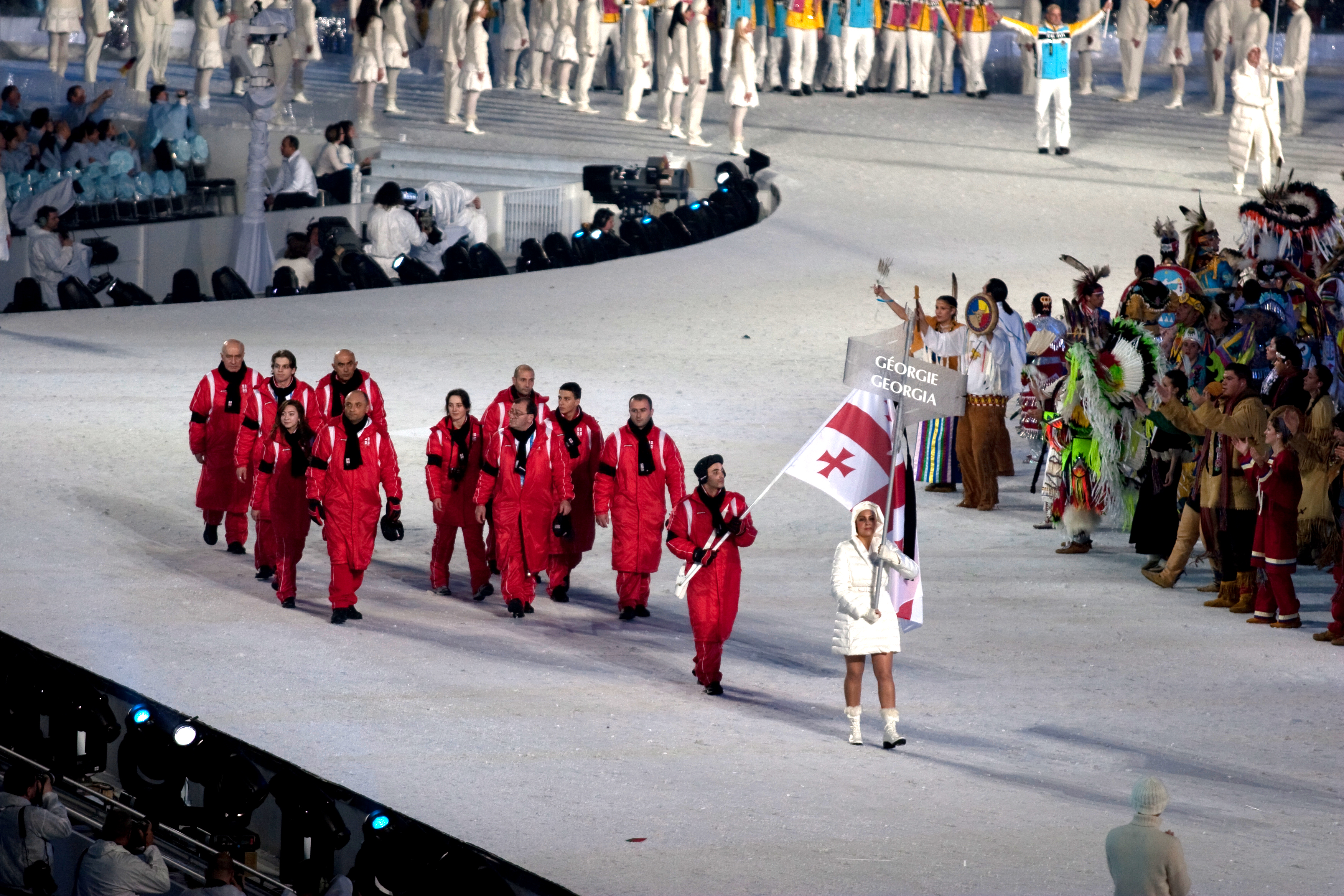
Einmarsch der georgischen Delegation

Georgien meldete acht Sportler zur Teilnahme an den Olympischen Winterspielen 2010 im kanadischen Vancouver. Am ersten Tag der Spiele noch vor der Eröffnungsfeier starb der Rodler Nodar Kumaritaschwili nach einem Sturz beim Training. Die Mannschaft Georgiens erwog zunächst, den Spielen fernzubleiben, entschied sich dann aber doch für eine Teilnahme. Lediglich der zweite gemeldete Rodler, Lewan Gureschidse, verzichtete auf einen Start. Die Eröffnungsfeier wurde im Gedanken an den verunglückten Rodler gehalten, bei den Eröffnungsreden wurde an ihn erinnert und eine Schweigeminute zu seinen Ehren eingelegt.

## Teilnehmer nach Sportarten
Eiskunstlauf
Männer
- Otar Dschaparidse (Eistanz, 22. Platz)

Frauen
- Elene Gedewanischwili (Einzel, 14. Platz)
- Allison Reed (Eistanz, 22. Platz)

 Ski Alpin
Männer
- Iason Abramaschwili (Riesenslalom 46. Platz, Slalom im 2. Lauf ausgeschieden)
- Dschaba Gelaschwili (Riesenslalom 50. Platz, Slalom im 1. Lauf ausgeschieden)

Frauen
- Nino Ziklauri (Riesenslalom im 1. Lauf ausgeschieden, Slalom 50. Platz)

 Rennrodeln
Männer
- Lewan Gureschidse (sagte seine Teilnahme nach dem Tod seines Teamkameraden ab)
- Nodar Kumaritaschwili (verunglückte am 12. Februar 2010 beim Abschlusstraining auf der Olympia-Bahn im Whistler Sliding Centre tödlich[1])